# Villalba (Venezuela)
Villalba é um município da Venezuela localizado no estado de Nueva Esparta.
A capital do município é a cidade de San Pedro de Coche.